# Station Bydgoszcz Osowa Góra
Station Bydgoszcz Osowa Góra is een spoorwegstation in de Poolse plaats Bydgoszcz.